# 잔드라 보르크만
잔드라 보르크만(Sandra Borgmann, 1974년 4월 25일 ~ )은 독일의 배우이다.

## 출연 작품
- 레나러브 (2016)
- 더 큘페이블 (2015)
- 사파이어 블루 (2014)
- 트랜스파파 (2012)
- 16 오크스 (2012)
- 실종신고 (2012)
- 롤리팝 몬스터 (2011)
- 히어 컴즈 롤라 (2010)
- 메모리 (2008)
- 바더 마인호프 (2008)
- 내 남자 길들이기 (2006)
- 더 웨딩 파티 (2005)
- 사랑의 습작 (2004)
- 7월에 (2000)